# Limfjordbrug
De Limfjordbrug (Deens: Limfjordsbroen) is een brug bij Aalborg in Denemarken. De brug verbindt sinds 30 maart 1933 het schiereiland Jutland met het eiland Vendsyssel-Thy. Het doorgaande verkeer neemt echter de oostelijker gelegen Limfjordtunnel.
Over de brug lopen de Primærrute 55 en Sekundærrute 180. De Primærrute 55 loopt van Aalborg op Jutland naar Hirtshals op Vendsyssel-Thy en de Sekundærrute 180 van Aarhus naar Nørresundby. 